# كأس فلسطين لأندية الضفة الغربية 2018–19
كأس فلسطين لأندية الضفة الغربية 2018–19 هي النسخة العاشرة من البطولة وتوج بها مركز شباب بلاطة على مركز شباب الأمعري.